# 6,5 × 50 mm HR
Die 6,5 × 50 mm HR ist eine japanische Gewehrpatrone, die unter etlichen Bezeichnungen bekannt ist.

## Beschreibung
Die 6,5 × 50 mm HR ist eine Halbrandpatrone mit flaschenförmiger Hülse und einem relativ langen Geschoss. Ihre Gesamtlänge entspricht etwa der russischen 7,62 × 54 mm R und ist nur wenig kürzer als die deutsche 7,92 × 57 mm, obwohl die Hülse deutlich kürzer als deren Hülsen ist. Die Patrone ist mit Berdanzündhütchen versehen.

### Synonyme
Die Patrone 6,5 × 50 mm HR (HR für Halbrand) ist international unter etlichen Bezeichnungen bekannt. Nachfolgend eine Übersicht der bekannten Bezeichnungen:
- 6,5 × 50 mm HR ↔ 6,5 x 51 (Arisaka) ↔ 6,5 x 50 Arisaka ↔ 6,5 Japanese ↔ 6,5 x 50 Japanese Arisaka ↔ 256 Jap. Arisaka ↔ 256 Ball ↔ DWM 481

## Entwicklung
Die Patrone wurde Ende des 19. Jahrhunderts für das Typ-30-Arisakagewehr der kaiserlich-japanischen Armee entwickelt. Sie löste die veraltete 8×52-mm-Patrone des Murata-Gewehrs ab.
Die ursprünglichen Patronen besaßen 10 Gramm schwere Rundkopfgeschosse und waren mit 2,0 g rauchschwachem Pulver geladen. Mit der Einführung des Typ-38-Gewehrs 1905 wurde die Patrone mit einem Spitzgeschoss versehen und mit 2,5 g Pulver geladen als M38 bezeichnet. Diese Entwicklung entspricht der verschiedener europäischer Patronen (z. B. 7,92 × 57 mm, 7,62 × 54 mm R). 1922 führte die Armee das Typ-11-Maschinengewehr ein.

## Einsatz
Im Jahre 1897 wurde das Typ-30-Arisakagewehr mit der 6,5-mm-Patrone zur Ordonnanz. 1902 übernahm die Marine die Patrone für ihr Typ-35-Gewehr. 1905 war die Patrone die Standardpatrone des kaiserlichen Heeres und der Marine und das Typ-38-Gewehr wurde für diese Munition entwickelt. 1911 folgte die Kavallerie mit dem Typ-44-Karabiner.

### Russisch-Japanischer Krieg 1905
Die Patrone diente als Ordonnanzpatrone während des Russisch-Japanischen Krieges und bewährte sich zusammen mit dem Typ 30.

### Erster und Zweiter Weltkrieg
Auch während des Ersten Weltkrieges war die 6,5 × 50 mm HR die Standardpatrone der japanischen Streitkräfte, ebenso im Zweiten Weltkrieg.

### Russland
Russland hatte während des Russisch-Japanischen Krieges etliche Typ-38-Gewehre und große Mengen an Munition erbeutet, die an die eigenen Truppen ausgegeben wurden. Während des Ersten Weltkrieges wurden weitere von Japan gekauft. Später wurde die in großen Mengen vorhandene 6,5×50-mm-HR-Patrone standardmäßig im ersten russischen Selbstladegewehr, dem Automat Fjodorow, eingesetzt.
Im November 1915 bestellte Russland 45 Mio. Patronen des Typs Mk II pro Monat in Großbritannien, das ab März 1916 15 Mio. Stück liefern und die Produktion bis Mai 1916 auf die geforderten 45 Millionen steigern wollte. Insgesamt wurden 558.947.000 Patronen mit Rundkopfgeschoss an Russland geliefert.

### Großbritannien
1914 kaufte Großbritannien rund 150.000 (nach anderen Angaben 130.000) Gewehre mit der zugehörigen Munition, die für Trainingszwecke, die Heimatverteidigung, bei der Royal Navy und im Kampf gegen das Osmanische Reich verwendet wurden. Die ältere Patrone mit Rundkopfgeschoss wurde ab 1917 in Großbritannien als .256-inch (6.5 mm) caliber Mk II hergestellt, während die M38 mit dem Spitzgeschoss als Mk I bezeichnet wurde. Während des russischen Bürgerkrieges lieferte Großbritannien die meisten dieser Waffen an die Weißen. Auch Exerzierpatronen wurden in Großbritannien hergestellt.

### Finnland
Finnland, als Teil des Russischen Kaiserreichs, erbte nach dessen Zerfall einige der Waffen und setzte diese so lange ein, wie deren Verschleiß es zuließ.